# Muespach-le-Haut
Muespach-le-Haut település Franciaországban, Haut-Rhin megyében. Lakosainak száma 1144 fő (2022. január 1.). Muespach-le-Haut Knœringue, Michelbach-le-Haut, Muespach, Fislis, Linsdorf és Folgensbourg községekkel határos.

## Népesség
A település népességének változása:
| Lakosok száma | 1050 | 1089 | 1097 | 1065 | 1064 | 1057 | 1076 | 1110 | 1144 |
|               | 2013 | 2015 | 2016 | 2017 | 2018 | 2019 | 2020 | 2021 | 2022 |